# فرودگاه بونگور
فرودگاه بونگور (به انگلیسی: Bongor Airport) یک فرودگاه همگانی با کد یاتا OGR است . این فرودگاه در شهر بونگور، چاد کشور چاد قرار دارد .